# 龙源街道 (原阳县)
龙源街道是中华人民共和国河南省新乡市原阳县下辖的一个街道办事处。

## 行政区划
龙源街道下辖以下村级行政区划单位：
新庄村、新阳村、新王庄村、王村、刘庄村、胡堂庄村、新村、杨庄村和畜牧场。